# Ivan Georgijevič Petrovski
Ivan Georgijevič Petrovski (rusko Ива́н Гео́ргиевич Петро́вский), ruski matematik, * 18. januar (5. januar, ruski koledar), 1901, Sevsk, Orlovska gubernija, Ruski imperij (sedaj Brjanska oblast, Rusija), † 15. januar 1973, Moskva.

## Življenje in delo
Petrovski je bil univerzitetni profesor v Moskvi. Poučeval je na Matematičnem inštitutu Steklova. Doktoriral je na Državni univerzi v Moskvi (MGU) pod mentorstvom Jegorova. Njegovo delo je obsegalo v glavnem teorijo parcialnih in navadnih diferencialnih enačb, algebrsko geometrijo in teorijo verjetnosti. Veliko je prispeval k rešitvi Hilbertovega 19. in 16. problema. Leta 1945 je odkril topološke pogoje za območje, kjer je fundamentalna rešitev linearne parcialne diferencialne enačbe hiperboličnega tipa enaka nič. Območje se po njem imenuje lakuna Petrovskega. Njegovo delo na tem področju so posplošili in posodobili Atiyah, Bott in Gårding (1970, 1973). Raziskoval je teorijo problemov mejnih vrednosti, teorijo verjetnosti (verjetnostni račun) in topologijo algebrskih krivulj in ploskev.
Vplival je na Gelfandovo delo. Šklovski mu je leta 1975 posvetil knjigo Življenje in smrt zvezd.
Med letoma 1951 in 1973 je bil rektor MGU. OD leta 1946 je bil član Sovjetske akademije znanosti. Leta 1969 je prejel red heroja socialističnega dela.

## Dela
- Лекции по теории интегральных уравнений (1948)
- Лекции од уравнениях с частными производными (1950)